# کاتژینا نئومانووا
کاتژینا نئومانووا (انگلیسی: Kateřina Neumannová؛ زادهٔ ۱۵ فوریهٔ ۱۹۷۳) اسکی‌باز صحرانوردی و دوچرخه‌سوار اهل جمهوری چک بود.